# Transmission éphaptique
La transmission éphaptique est une forme de communication au sein du système nerveux, distincte des systèmes de communication directe comme les synapses électriques et les synapses chimiques. Elle peut se référer au couplage de fibres nerveuses adjacentes causées par l'échange d'ions, ou elle peut se référer au couplage de fibres nerveuses à la suite de champs électriques locaux. Dans l'un ou l'autre cas, la transmission éphaptique peut influencer la synchronisation et le moment du déclenchement du potentiel d'action dans les neurones. On pense que la myélinisation inhibe les interactions éphaptiques.
Le nom de transmission éphaptique est dû à Angélique Arvanitaki,, qui étudia le phénomène à la suite de conjectures d'Edgar Adrian.